# Roh Moo-Hyun
Roh Moo-hyun (노무현 în coreeană) (n. 6 august, 1946 în Gimhae, lângă Busan, în sud-estul țării, d. 23 mai, 2009 Yangsan, suicid) a fost al 16-lea președinte al Republicii Coreene, între anii 2003 și 2008.
Născut într-o familie de țărani neînstăriți, Roh și-a arătat de timpuriu spiritul de lider, organizând la școala unde învăța un protest împotriva compunerilor obligatorii în care elevii trebuiau să-l laude pe președintele Syngman Rhee. După terminarea liceului, nu a urmat vreo facultate, având diferite servicii, după ce mai întâi își executase stagiul militar obligatoriu.
Autodidact dincolo de studiile liceale, a reușit să treacă examenul de avocatură în 1975. În 1977, a fost numit judecător regional în Daejeon,  iar ulterior s-a specializat mai ales în procese care tratau probleme de drept fiscal. În 1981, i-a apărat la proces pe studenții acuzați că ar fi posedat literatură subversivă, care fuseseră torturați de autorități la interogații. În 2003, se zice că ar fi spus: "Când i-am văzut cu ochii terorizați de frică și cu unghiile smulse, mi-am dat seama că viața mea confortabilă de avocat a luat sfârșit. Am devenit după aceea o persoană care a vrea să schimbe lumea." Devenit opozant al regimului autocratic al președintelui Chun Doo-hwan, a participat la revoltele pentru democrație din iunie 1987.
În 1988, Kim Young-sam l-a invitat să se alăture "Partidului Reunificării Democratice", lucru pe care îl acceptă, în același an fiind ales deputat parlamentar.
În 1990, în urma unei dispute cu Kim Young-sam, s-a alăturat "Partidului Democrat". A fost numit candidat la alegerile parlamentare din partea acestui partid, dar n-a fost ales, la fel cum a fost învins și când a candidat la postul de primar al orașului Busan. În 1996, a mai candidat odată la alegerile parlamentare, de data asta împotriva lui Lee Myung-bak, pierzând și de data aceasta. Când Lee a fost obligat să-și dea demisia din Parlament din cauza unei încălcări tehnice a legii electorale, Roh a câștigat locul vacant în alegerile suplimentare care s-au ținut.
În 2000, pierde din nou în alegerile parlamentare, de data aceasta ca și candidat din partea circumscripțiilor electorale Buk-gu și Gangseo-gu din Busan. Înfrângerea sa însă n-a fost întru totul în zadar, suporterii săi formând la scurt timp după aceea Nosamo, care a fost primul fan club al unui politician din Coreea de Sud. Suporterii săi sperau ca el să poată schimba sistemul politic în așa fel încât să nu mai fie caracterizat de regionalismul care exista în viața politică sud-coreeană în acea perioadă.
În 2000, Roh este numit Ministru pentru probleme maritime și pescărit în administrația Președintelui Kim Dae-jung. Aceasta va fi singura experiență politică guvernamentală pe care o va avea înainte de a fi ales președinte. Va folosi această lipsă de experiență spre avantajul său în campania prezidențială, caracterizăndu-se ca un nou-venit care nu are nici un fel de obligații față de elitele economice sau politice din țară.
Roh a câștigat alegerile din 19 decembrie 2002, învingându-l pe oponentul său, Lee Hoi-chang, dar doar cu 2%. Se pare că victoria neașteptată a lui Roh a fost facilitată și de campaniile organizate pe Internet și prin SMS care aveau ca țintă în special alegătorii tineri nedeciși, și de sentimentele anti-americane care au fost simțite în anul precedent.

## Președinția

### Primul an
Roh și-a început președinția sub egida unei agende ambițioase- care includea continuarea așa-numitei "politici însorite" față de Coreea de Nord a predecesorului său, Kim Dae-jung.
După 3 luni în funcție, Roh a declarat: "Mă simt incompetent ca președinte, simt că ne așteaptă o criză, și nu știu dacă voi fi în stare să-mi exercitez obligațiile prezidențiale așa cum se cuvine.

## Partidul Uri și punerea lui Roh sub acuzare
Roh și suporterii săi au părăsit "Partidul Democratic al Mileniului" în 2003, și au format un nou partid, "Partidul Uri" (Partidul nostru deschis).
Înainte de alegerile parlamentare, Roh a declarat că susține Partidul Uri, ceea ce a constituit o încălcare a prevederilor Constituției, care spune că Președintele țării trebuie să fie imparțial. Când Roh a refuzat să își ceară scuze pentru această gafă, pe data de 22 martie 2004 Parlamentul l-a pus sub acuzație pentru susținere electorală ilegală și pentru incompetență. Rezultatul votului în Parlament a fost 193-2 (membrii partidului Uri s-au abținut de la vot). Suporterii lui Roh au blocat fizic timp de trei zile moțiunea, și a fost nevoie de ajutorul oamenilor de ordine, care i-au scos afară cu forța.  În așteptarea unei decizii finale din partea Curții Constituționale, lui Roh i-au fost suspendate privilegiile executive, Prim-Ministrul Goh Kun fiind numit Președinte interimar.
Pe data de 14 mai 2004, Curtea Constituțională a revocat decizia de punere sub acuzație, reinstaurând-ul pe Roh în funcția de Președinte al țării.

## După reinstaurare
Cu toate că exporturile coreene erau la un nivel record, și economia mondială era în expansiune, dezvoltarea economică în Coreea de Sud era sub nivelul guvernului anterior și a nivelului mondial, iar economia națională era în stagnare. Șomajul (mai ales printre tineri) era în creștere, studenții care aveau posibilităti financiare preferau să studieze în străinătate, prețul locuințelor în Seoul a crescut cu mult peste posibilitățile de cumpărare a cetățenilor de rând, dar Roh refuza să accepte orice fel de critică., în schimb lăudându-se că a reușit să reînvigoreze bursa.
Datorită acestei atitudini intransigente a Președintelui, partidul Uri a suferit mai multe înfrângeri în alegeri parlamentare, dezbinându-se în cele din urmă, doar pentru a se putea distanța de Roh.
Unul dintre puținele succese din această perioadă a președinției sale a fost încheierea acordului de "Înțelegere de Comerț Liber" cu SUA în aprilie 2007. Dar această înțelegere rămâne încă neratificată de ambele părți.

## Marea Coaliție
În timpul președinției lui Roh, Partidul Uri a pierdut toate alegerile suplimentare la care a participat, alegerile din 30 aprilie 2005 nefiind o excepție, candidații lor pierzând în toate cele 23 de districte electorale. Dându-și seama că nu poate conduce în aceste condiții (iar conform opiniei publice, electoratul îl susținea doar în proporție de 20%), Roh a propus crearea unei "Mari Coaliții" cu "Marele Partid Național". Când partidul Uri a mai suferit o înfrângere într-o alegere suplimentară pe data de 26 octombrie 2005, planul n-a mai fost pus în aplicare, nemaifiind susținut de niciunul dintre cele două partide.

## Retragerea
După ce și-a terminat mandatul de președinte, Roh s-a retras în orașul natal, Bongha Maeul. Aceasta a fost un lucru nemaiîntâlnit până atunci, deoarece toți foștii președinți s-au retras în locuințe bine fortificate din Seoul. Bongha, un sat cu 121 de locuitori, a devenit o atracție turistică datorită prezenței lui Roh.

## Scandalul înregistrărilor prezidențiale
După terminarea mandatului, s-a descoperit că lipsesc 238 de discuri de computer, inclusiv 72 tetrabyte de înregistrări prezidențiale din timpul președinției lui Roh. Roh a susținut că primise permisiunea noului Președinte Lee să ia cu el înregistrările. După câteva luni de controverse, se pare că Roh a înapoiat înregistrările.

## Corupție
La începutul anlui 2009, au început să apară zvonuri referitoare la corupția familiei lui Roh, rezultatul fiind că fratele său mai în vârstă, Roh Gun-pyeong, a fost pus sub acuzație pentru trafic de influență. După scurt timp a devenit clar că investigațiile vor trebui să îi cuprindă și pe unii dintre subordonații fostului președinte și a altor membri ai familiei fostului președinte. Când fostul său secretar Chung Sang-moon a fost acuzat de trafic de influență, Roh a declarat pe sit-ul personal: "Acuzațiile ar trebui adresate nouă, nu lui Chung. Familia mea a cerut bani, i-a primit și i-a cheltuit."
În mai 2009, soția lui Roh a fost interogată, la fel fiul lor și în cele din urmă însuși fostul președinte bănuit că ar fi acceptat 6 milioane de dolari americani drept mită de la Park Yeon-Cha, un om de afaceri și cunoștință veche de a lui Roh. La început Roh a fost interogat în scris, apoi direct, după care și-a cerut scuze spunând că este "copleșit de rușine"
Spre deosebire de alte scandaluri în care au fost implicați foști președinți sud-coreeni, care au folosit banii obținuți prin mituire în scopuri politice, se pare că Roh a folosit banii în scopuri personale, inclusiv plata vieții în SUA a copiilor săi.

## Moartea
Roh Moo-hyun a decedat la 23 mai 2009 după ce a sărit în gol de pe o stâncă înaltă de ca. 30m, cunoscută ca "Bueong'i Bawi" (lit. Stânca bufniței) din spatele locuinței sale din satul Bongha. A suferit o accidentare serioasă la cap și a fost transportat la un spital din orașul vecin Busan cam la 8:15 a.m. (23:15 GMT) unde a fost pronunțat mort la 9:30 a.m. (00:30 GMT). Conform avocatului său, Roh a lăsat un testament în care spune că "viața este grea", cerându-și scuze că a "făcut atâția oameni să sufere".
Poliția sud-coreeană a confirmat mai târziu sinuciderea lui Roh. Președintele curent  Lee Myung-bak a declarat că "acea știre a fost întradevăr incredibilă și foarte tristă." Ministrul Justiției, Kim Kyung-han, a declarat că va închide dosarul cazului de corupție împotriva fostului președinte. N-a menționat însă dacă vor continua investigațiile împotriva celorlalți membri ai familiei lui Roh.